# Dietyloamid kwasu 1-cyklopropanoilo-D-lizergowego
Dietyloamid kwasu 1-cyklopropanoilo-D-lizergowego, 1cP-LSD – organiczny związek chemiczny, psychodeliczna substancja psychoaktywna, pochodna ergoliny, analog LSD. Związek ten pojawił się jako alternatywna dla 1P-LSD, po tym gdy 1P-LSD zostało zdelegalizowane. Najniższa dawka powodująca efekty psychoaktywne to około 25 µg.

## Dawkowanie
Związek ten jest sprzedawany jako substancja służąca do celów badawczych, nie do spożycia przez ludzi. Takie sformułowanie pozwala na legalną w niektórych krajach produkcję i sprzedaż tej substancji. Substancja psychoaktywna jest sprzedawana zazwyczaj na małych skrawkach papieru zwanymi blotterami. Dawkowanie waha się między 25 a 300 µg.
- Efekt progowy: 15 µg
- Niska dawka: 25–75 µg
- Powszechna dawka: 75–150 µg
- Silna dawka: 150–300 µg
- Bardzo silna dawka: powyżej 300 µg[1].

Pierwsze efekty po zażyciu pojawiają się po około 30 minutach zaczynając tzw. doświadczenie psychodeliczne (ang. trip). Efekty po zażyciu są zbliżone do efektów LSD i utrzymują się one przez około 8–12 godzin, wraz z upływem czasu tracąc na intensywności.